# Krste Wełkoski
Krste Wełkoski (mac. Крсте Велкоски; ur. 20 lutego 1988 w Wewczani) – macedoński piłkarz grający na pozycji napastnika.

## Kariera klubowa
Wełkoski jest wychowankiem Rabotničkiego Skopje. W latach 2006–2008 grał w pierwszym zespole tego klubu. W 2009 był zawodnikiem Metałurga Skopje. W marcu 2010 przeszedł do Ceahlăulu Piatra Neamț, a w czerwcu 2010 podpisał trzyletni kontrakt z Enosisem Neon Paralimni. W styczniu 2011 wrócił do Rabotničkiego, podpisując dwuletni kontrakt. W styczniu 2014 podpisał dwuipółletni kontrakt z FK Sarajevo. Zadebiutował w tym klubie 1 marca 2014 w spotkaniu z Čelikiem Zenica. W marcu 2016 przeszedł do Incheon United FC. W styczniu 2017 trafił do tajskiego Nakhon Ratchasima FC. W czerwcu 2017 wrócił do FK Sarajevo.

## Kariera reprezentacyjna
W reprezentacji Macedonii zadebiutował 5 marca 2014 w wygranym 2:1 meczu z Łotwą.